# Museo de la América Francesa
El museo de la América Francesa está situado en la vieja ciudad de Quebec, Canadá. Su misión es el desarrollo y la promoción de la cultura francesa en América del Norte. La colección del museo está gestionada por el Museo de la civilización desde 1995.

## Historia
El museo abrió sus puertas el 22 de octubre de 1806 como Musée du Séminaire y es el museo más antiguo de Canadá. En 1993, el Musée du Séminaire cambió su nombre a Musée de l'Amérique française. En 1995, el museo pasó a formar parte del Museo de la Civilización. En 2013, el museo pasó a llamarse Musée de l'Amérique francophone como parte de la campaña del Musée de la civilización para modernizar su imagen. 
El museo tiene su origen en el primer obispo de Quebec, monseñor François de Montmorency-Laval, fundador en 1663 del Séminaire de Québec.